# 싱허 조선족 향
싱허 조선족 향 (중국어 간체: 兴和朝鲜族乡, 한어병음: Xìng hé cháoxiǎn zú xiāng, 중국조선어: 흥화조선족향)은 중화인민공화국 쑤이화시 베이린구 관할의 조선족 민족향이다.

## 행정구역
2개의 촌을 관할하고 있다.
싱허 촌(중국어 간체: 兴和村, 한어병음: Xìng hé cūn, 중국조선어: 흥화촌)
친라오 촌(중국어 간체: 勤劳村, 한어병음: Qínláo cūn, 중국조선어: 근로촌)